# Шопер

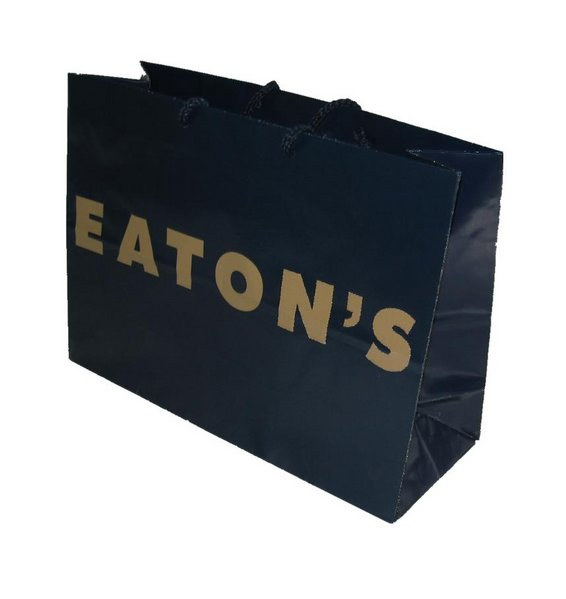
Одноразовий паперовий пакет для покупок. Цей із колишнього Eaton's.

Порівняння викидів парникових газів у продуктових пакетах

Порівняння продуктових пакетів щодо впливу на навколишнє середовище

Шопери — це сумки середнього розміру, як правило, об’ємом близько 10–20 літрів (2,5–5 галонів) (хоча існують і набагато більші варіанти, особливо для непродуктових покупок ), які покупці використовують для перенесення своїх покупок додому. Деякі з них призначені як одноразові вироби, хоча люди можуть повторно використовувати їх для перенесення покупок або як пакети для сміття тощо; інші розроблені як багаторазові сумки для покупок.

## Типи

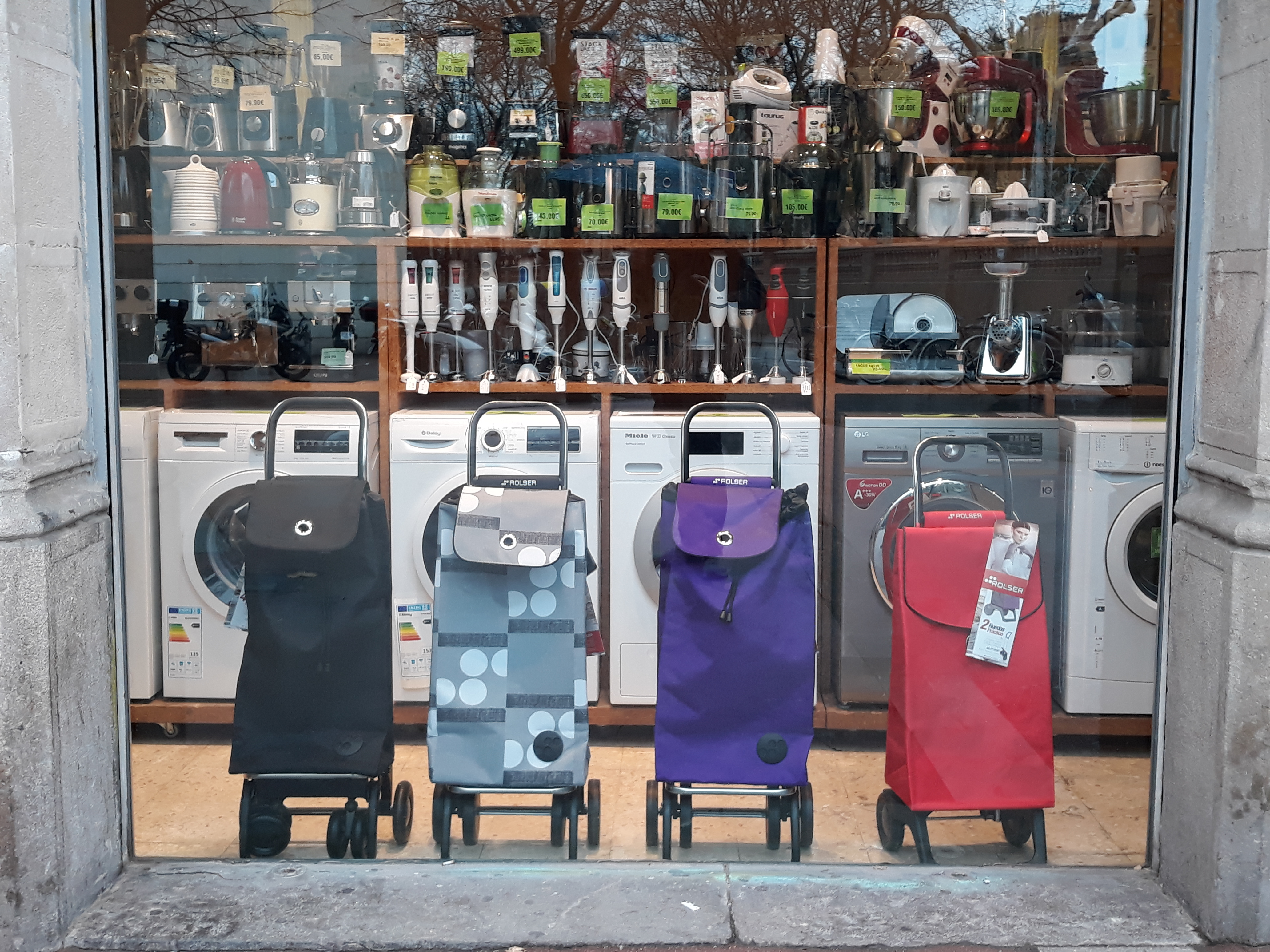
Сумка на колесах/ Візок для покупок (caddy)

- Паперові пакети
- Пластикові пакети
- Багаторазові сумки для покупок
- Біорозкладні пакети

## Використання шоперів в інших країнах
Типи та методи використання шоперів в деяких країнах:
- У багатьох країнах Європейського Союзу (ЄС) одноразові пластикові пакети для покупок надаються безкоштовно магазинами і були поширеними на початку 21-го століття. Однак їх використання стає менш розповсюдженим, частково через екологічне законодавство, яке змушує роздрібних продавців стягувати плату за них. Наприклад, в Ірландії було введено спеціальний податок на пластикові пакети, що зменшило їх використання на 90% [1]
- У 2008 році Китай заборонив безкоштовні пластикові пакети, а підприємствам було заборонено виробляти, продавати або використовувати пакети товщиною менше 0,025 міліметра (0,00098 дюйма). [2]
- Шопери використовуються все частіше, наприклад, у країнах ЄС, де використання одноразових пластикових пакетів для покупок скорочується. Шопери часто виготовляють із джутової тканини, яку в США також називають мішковиною. Деякі шопери виготовляють з пластику, але шопери із поліетилену міцніші, ніж одноразові пакети. У США шопери часто використовуються як символ моди або для реклами. [3]
- У Сполучених Штатах і Канаді одноразові пластикові пакети зазвичай надаються безкоштовно при покупці в магазині в багатьох місцевостях. Деякі роздрібні торговці, наприклад універмаги, частіше надають покупцям паперові пакети, тоді як супермаркети та продуктові магазини, як правило, дарують пластикові пакети для покупок. Людей заохочують мати шопери, коли це можливо; у деяких муніципалітетах (наприклад, Чикаго) вони повинні сплачувати встановлений урядом збір за використання пластикових пакетів для покупок. Деякі муніципалітети стягують податок за паперові пакети для покупок.
  - Каліфорнія заборонила одноразові пакети. Усі місцеві юрисдикції на Гаваях заборонили пластикові пакети.
  - Щоб зменшити використання пластикових пакетів, місто Торонто, Канада, вимагало від роздрібних торговців стягувати мінімальну плату CA$0.05 за кожен пластиковий пакет. Відтоді в Торонто заборонили одноразові пакети. Через плату за пластикові пакети в Торонто багато національних роздрібних торговців запровадили аналогічні збори за пластикові пакети в своїх торгових точках в інших частинах Канади. Весь прибуток, отриманий від комісії в розмірі 0,05 канадських долларів, надходить безпосередньо до роздрібного продавця. [4] [5]
  - У Канаді, Торонто та Монреалі заборонили поліетиленові пакети.

- Поступова відмова від пластикових пакетів